# اسم إضافة
أسماء الإضافة في بعض اللغات هي أسماء تفيد ما تفيده حروف الإضافة.
في العربية الفصيحة يضاف الاسم إلى آخر بلا اسم ثالث وسيط، وهو ما يقال له الحالة المركبة construct state أما في العامية - وفي لغات أخرى - فتستعمل بعض الأسماء للإضافة وتسمى الحالة المطلقة free state ومن ألفاظها مال بالعراقية وتبع بالشامية وديال (فرنسية أو إسبانية) ونتاع بالمغربية وبتاع (متاع) بالمصرية وحق بالخليجية.